# NGC 6095
NGC 6095 é uma galáxia elíptica (E-S0) localizada na direcção da constelação de Draco. Possui uma declinação de +61° 16' 05" e uma ascensão recta de 16 horas, 11 minutos e 11,0 segundos.
A galáxia NGC 6095 foi descoberta em 27 de Maio de 1886 por Lewis A. Swift.